# 39-й окремий мотопіхотний батальйон «Дніпро-2»
39-й окремий мотопіхотний батальйон (39 ОМПБ, пп В1603) — військове формування Сухопутних військ Збройних сил України чисельністю у батальйон, яке існувало у 2014—2016 роках.
Батальйон був створений у травні 2014 року у відповідь на російську агресію як добровольчий 39-й батальйон територіальної оборони «Дніпро-2» з мешканців Дніпропетровської області. Бійці батальйону брали участь у запеклих боях за Іловайськ у серпні 2014 року.
Розформований в 2016 році, на його базі створений батальйон охорони 55-ї окремої артилерійської бригади.

## Історія

### Передумови
18 березня 2014 року, після військового вторгнення Росії до Криму та його анексії, в Україні почалася часткова мобілізація.
13 квітня 2014 року розпочалися бойові дії війни на сході, після захоплення Слов'янська Донецької області російськими диверсійними загонами під командуванням Ігоря Гіркіна. 30 квітня 2014 року в.о. Президента України Олександр Турчинов доручив керівникам обласних адміністрацій почати створення батальйонів територіальної оборони в кожній області України. Функції створення батальйонів поклали на органи влади та військові комісаріати в регіонах кожної з областей України.

### Створення
Після завершення формування в області 20-го БТрО, Дніпропетровська ОДА звернулася до Міноборони України з пропозицією створити ще два батальйони територіальної оборони. Геннадій Корбан, заступник тогочасного Голови місцевої ОДА Ігоря Коломойського, повідомив 10 травня, що був отриманий дозвіл Міноборони на їхнє створення, а також закликав патріотично налаштованих громадян поповнити їхні лави:

| Дніпропетровська ОДА подала заявку та отримала наказ Міноборони на формування 2-го і 3-го батальйонів Територіальної оборони. Частини будуть сформовані виключно з добровольців, з якими також будуть укладені контракти на військову службу. Ми запрошуємо патріотів України з усіх регіонів — людей, у яких є воля і відповідальність захистити Батьківщину.... Ми не залишимо без допомоги наших братів та сестер в Донецькій та Луганській областях. Добровольчі батальйони будуть битися за Україну. 69 років наші діди захистили нашу землю від німецько-фашистських окупантів. А сьогодні наш обов'язок врятувати Україну від російсько-фашистської агресії. |
| — Геннадій Корбан, заступник голови Дніпропетровської ОДА у коментарі для Цензор.нет, 10 травня 2014 |

Запис добровольців проводився у Штабі національного захисту Дніпропетровської області, розташованому на першому поверсі Дніпропетровської ОДА.

### У зоні бойових дій
Протягом травня особовий склад 39 БтрО пройшов підготовку з тактики дій стрілецького підрозділу. Відбулося бойове злагодження відділень, взводів та рот; були проведені практичні стрільби зі штатного озброєння.
На початку червня БТрО відбув до зони бойових дій. Спочатку бійці батальйону несли службу на блокпостах другої лінії АТО, а з кінця червня узяли участь у бойових діях на передовій в районі Донецька. На той час підрозділ мав на озброєнні переважно легку стрілецьку зброю.
В липні особовий склад 39 БТрО виконував завдання під Волновахою. 21 липня 2014-го увечері неподалік селища Кам'янка на блокпост українських сил заїхав мікроавтобус, начинений вибухівкою, та підірвався. Загинуло п'ять військовиків, серед них старший сержант Костянтин Буша і старший сержант Ігор Волошин, сержант Юрій Кривсун, старший солдат Олександр Загородній, солдат Олександр Калаянов.
Наприкінці липня солдати 39 БТрО разом із спецпризначенцями батальйону «Азов» звільнили місто Новий Світ, та взяли під охорону Старобешівську ТЕС. На початку серпня стрілецька рота 39 БТрО була залучена до операції по звільненню Іловайська у секторі «Б».

### Під Іловайськом
1 серпня стрілецька і охоронна роти 39 БТрО були перекинуті в район Многопілля поміж Іловайськом і Кутейниковим, де вони утворили базовий табір. Були виставлені кілька блокпостів, серед яких був блокпост № 3906 (6-й блокпост 39 батальйону) за 5 км від Іловайська. Службу на блокпості несли солдати 1-го та 2-го взводів 1-ї стрілецької роти й п'ятеро зенітників при ЗУ-23, разом 37 осіб. Третій взвод 1-ї роти чергував на блокпосту № 3905 — близько 30 чоловік. На блокпосту 3904 несла службу 2-га охоронна рота, 25-30 солдатів.
24 серпня два взводи 1-ї стрілецької 39 БТрО потрапили в оточення. Почалися щоденні обстріли з артилерії та мінометів. За словами Юрія Лисенка, особовий склад блокпосту 3905 потрапив у полон, а блокпост 3904 був майже повністю знищений, і з нього повернулося тільки четверо чоловік. Того ж дня на блокпосту № 4 поблизу села Новодвірське в районі міста Моспине — смт Новий Світ (Старобешівський район) загинули сержант Юрій Сагайдак, солдати Володимир Шевченко та Володимир Яровий.
25 серпня, за словами Юрія Бутусова, особовий склад 39 БТрО організував вогневу засідку, в яку потрапив підрозділ 8-ї мотострілецької бригади РФ. В полон був взятий поранений російський солдат.
29 серпня відбулись перемовини з ворожою стороною про зелений коридор для виходу з оточення. Згідно зі словами старшини Юрія Лисенка, який в той час виконував обов'язки командира стрілецької роти, генерал Руслан Хомчак, віддав наказ припинити перемовини і замість того — прориватися з оточення з боєм. Бойове зіткнення незабаром перейшло у дистанційний обстріл колони, в якій рухались вояки батальйонів «Донбас», «Кривбас» та 39 БТрО, вогнем ворожих танків і артилерії. Після початку обстрілу колони, бійці батальйону разом з залишками інших підрозділів закріпилися в селі Червоносільське. Російська артилерія почала обстріл села, і Юрій Лисенко взяв на себе завдання піти на переговори з командуванням російських підрозділів. За домовленістю, залишки українських сил могли вийти, склавши зброю, за посередництва «Червоного хреста» і в обмін на полонених російських військовослужбовців. Зі слів Юрія Лисенка, з його підрозділу залишилися в живих 27 чоловік. За матеріалами «Книги пам'яті», під Іловайськом загинуло 8 бійців 39-го батальйону. 5 вересня від смертельного поранення помер солдат Лубенець Вадим Іванович.
Начфін батальйону, рухаючись вночі лісосмугами з малою групою солдатів, зміг уникнути полону, і до копійки зберіг зарплатню особового складу підрозділу у сумі 2,5 мільйона гривень, яку негайно роздав після виходу з оточення. 26 листопада героя-фінансиста підполковника Сергія Добренького нагородили орденом Данила Галицького.
Після Іловайська, військова прокуратура розпочала слідство по усім підрозділам, які там перебували; комбата Пасічнюка було тимчасово усунуто від командування. У середині жовтня у пресі з'явилося повідомлення, що особовий склад 39 БТрО відмовився прийняти новопризначеного командира батальйону.
У другій половині вересня була звільнена група солдатів 39 БТрО, яка протягом декількох тижнів знаходилась у полоні ДНР. Після звільнення, вони розповіли журналістам, що їх не били, але принижували морально; з їх слів, зберегти людську гідність їм допомогли думки про рідних та близьких, а також — «віра в Україну».

### Переформатування
Після відпочинку, доукомплектації, та отримання техніки у вересні-жовтні, 39 БТрО був у листопаді відряджений на посилення луганського угрупування Збройних сил України. Солдати батальйону встали на бойове чергування на блокпостах навколо Сєверодонецька.
У листопаді 2014 року БТрО був реорганізований у 39-й окремий мотопіхотний батальйон і переданий до складу 55-ї окремої артилерійської бригади.
9 листопада 2014-го під час виконання бойового завдання загинув солдат Гаврилко Василь Миколайович. 10 грудня 2014-го до військових на блокпосту звернулися люди у формі працівників Луганського енергетичного об'єднання та попросили допомоги в ремонті ЛЕП. Військовики, не перевіривши документи, поїхали допомагати. Поблизу села Кряківка автомобіль було розстріляно терористами із засідки, тоді загинув старший сержант Ігор Удовицький та сержант Володимир Коновалов, ще один вояк був поранений.
11 грудня 2014-го від поранень помер солдат Андрій Цвітненко. 8 лютого 2015-го загинув при виконанні бойового завдання у Сватовому солдат Євген Пономаренко.
2 січня 2016-го при виконанні бойового завдання загинув солдат 39-го батальйону Михайло Нетесюк. 20 березня два бійці 39-го окремого мотопіхотного батальйону загинули, підірвавшись на міні в промисловому районі Авдіївки — старший солдат Олександр Павенський та командир роти капітан Петро Карташов. 13 травня помер під час несення служби біля міста Димитров солдат Кожушний Руслан Володимирович. У ніч на 22 травня 2016 року загинув від чисельних осколкових поранень під час артилерійського обстрілу терористами Авдіївки сержант Віталій Драньчінков.

### Розформування
Розформований в 2016 році, на його базі створений батальйон охорони 55-ї окремої артилерійської бригади.
Загинув у ніч з 18 на 19 лютого 2017 року внаслідок обстрілу бліндажу солдат Мєркулов Андрій Юрійович.
3 вересня 2017 року під час несення служби в районі міста Авдіївка загинув старший солдат Серченко Володимир Леонідович.

## Побут

### Шефська допомога
Трудові колективи та громадські організації Дніпропетровської області взяли шефство над новоствореною військовою частиною. Активно працювали з батальйоном представники доброчинної організації «Фонд Оборони України» та благодійних фондів, таких як, «Рубікон Дніпро» і «Велес Україна», ГО «Передова» місто Енергодар (Запорізька область).[джерело?] Мешканці Кременчука передавали батальйону півтори тони гуманітарної допомоги після того, як дізналися, що в батальйоні служать три кременчужанина.

### Конфлікти
Особовий склад 39 БТрО первісно складався із добровольців та мобілізованих дніпрян, подібний дуалізм певний час створював проблеми. Так, 8 серпня, близько 50 поранених бійців з батальйону, їх рідні та волонтери організували пікет біля місцевого штабного відділення ОК ЗСУ «Південь», вимагаючи зустрічі із старшими офіцерами. Вони повідомили про пияцтво окремих офіцерів батальйону, випадки нестатутних взаємин у колективі, а також, про нестачу амуніції. Заява була прийнята представником ОК полковником Олександром Єрмоленко.

22 серпня 2014 року один із волонтерів після повернення із місця розташування 39 БТрО з-під Донецька розповів в інтерв'ю пресі:

| Близько 50 днів наш батальйон, який не має жодного БТРа, ні БМП, ні мінометів, перебуває на передній лінії оборони. По них стріляють з «Градів», вони витримують мінометні обстріли супротивника. Вони перебувають в безпосередній близькості від міського конгломерату Донецька. |
| — Волонтер Юрій Фанигін, 22 серпня 2014 |

22 серпня 2014 року стурбовані члени родин військовослужбовців 39 БТрО звернулись до влади з проханням провести ротацію і надати бійцям десятиденну відпустку. Водночас вони закликали чоловіків призивного віку із Дніпропетровська «не ховатись і не відкуплятись» від служби в Збройних силах України, а замість того взяти в руки зброю й прийти на допомогу їхнім синам і чоловікам.

## Спорядження
Особовий склад батальйону отримав штатну легку стрілецьку зброю та одноразові гранатомети. При спорядженні підрозділу виникли проблеми із забезпеченням солдатів захисною амуніцією, в першу чергу — бронежилетами. Процес їх закупівлі за державні кошти був зупинений після того, як Антимонопольний комітет ВР розпочав перевірку тендерів; обіцянки допомогти декількох дніпропетровських благодійників не були реалізовані. Це призвело до того, що наприкінці червня, коли 39 БТрО вже знаходився на передовій АТО, на десять солдатів батальйону приходився один бронежилет.

## Командування
Командири
- (травень 2014 — жовтень 2014) полковник Пасічнюк Сергій Васильович
- (жовтень 2014 — вересень 2016) полковник Бербушенко Володимир Павлович[джерело?]
- (вересень 2016 — ???) підполковник Гуляк Володимир Миколайович[джерело?]

Заступники
- (жовтень 2014 — березень 2016) майор Богатир Роман Вікторович

## Втрати
За даними Книги пам'яті, за період 2014—2017 років батальйон втратив 28 чоловік загиблими.

## Вшанування
8 грудня 2018 року у Дніпрі капелани УПЦ КП помолилися за загиблими 29-ма воїнами. Єпископ Симеон (Зінкевич) у храмі Божої Матері «Несподівана Радість» разом з капеланом підрозділу Андрієм Фоменко та капеланом Дмитром Поворотним помолилися за здоров'я родин, за спокій Героїв, за Україну і перемогу українсько-російській війні. Єпископ Симеон посмертно нагородив військових церковними нагородами «За жертовність і любов до України».  Присутні вшанували подвиг військовослужбовців покладанням квітів на Алеї Героїв.

## Галерея

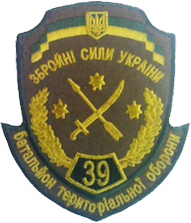
Нарукавний знак 39-го батальйону територіальної оборони

### Відео
- Командир роти 39 батальйону про патріотизм на YouTube, ТРК Рудана, 24 липня 2014
- Батальйон "Азов" і 39 батальйон відбили у терористів Новий Світ на YouTube
- Ті, що вижили під Іловайськом зустрілися в Дніпропетровську на YouTube, TV34dnepr, 4 вересня 2014